# Heptapteridae
Heptapteridae (heptapterydy, siedmiopłetwowce) – rodzina słodkowodnych ryb sumokształtnych, pochodząca z terytorium rozciągającego się od Meksyku po Amerykę Południową. Nazwa Heptapteridae pochodzi od greckiego hepta oznaczającego siedem i pteron – płetwa.

## Występowanie
Od Meksyku po Amerykę Południową.

## Zróżnicowanie i systematyka
Różnorodność tej rodziny jest słabo znana. Do 2018 roku opisano naukowo około 209 gatunków. Rodzina ta jest odpowiednikiem wcześniej wyróżnianej Rhamdiinae, podrodziny w obrębie mandiowatych (Pimelodidae). Jednak badania molekularne wskazują, że rodzina ta jest częścią superrodziny Pimelodoidea, wraz z rodzinami mandiowatych, Pseudopimelodidae, i rodzajem Conorhynchos.

## Cechy charakterystyczne
Skóra tych ryb jest zazwyczaj naga (bezłuska). Mają trzy pary wąsików. Mają wielką płetwę tłuszczową, a ich płetwa ogonowa jest głęboko rozwidlona. Nie ma jednak zewnętrznych cech charakterystycznych, unikalnych dla tej rodziny, które pozwalają na odróżnienie jej od rodziny mandiowatych.
Rodzina Heptapteridae zawiera kilka stygobiontów w rodzajach Pimelodella, Rhamdia i Taunayia, jak również w nieopisanym gatunku.

## Klasyfikacja
Rodzaje zaliczane do tej rodziny:
Acentronichthys — Brachyglanis  — Brachyrhamdia  — Cetopsorhamdia  — Chasmocranus  — Gladioglanis  — Goeldiella  — Heptapterus  — Horiomyzon  — Imparfinis  — Leptorhamdia  — Mastiglanis  — Myoglanis  — Nannoglanis  — Nemuroglanis  — Pariolius  — Phenacorhamdia  — Phreatobius  — Pimelodella  — Rhamdella  — Rhamdia  — Rhamdioglanis  — Rhamdiopsis  — Taunayia
Rodzajem typowym rodziny jest Heptapterus.